# Гарда Орест Павлович
О́рест Па́влович Га́рда (нар. 3 серпня 1965, Львів) — український театральний актор. Народний артист України (2017).

## Життєпис
1984 — закінчив студію при Львівському українському драматичному театрі імені Марії Заньковецької (клас Богдана Козака, Любові Каганової).
1995 — закінчив факультет української філології Львівського університету.
З 1984 — артист Національного академічного українського драмтеатру імені Марії Заньковецької.
Водночас з 1991 працює на радіо «Воскресіння»: ведучим програм, режисером рубрики «Літературна книга», також озвучує тексти художніх книг та фільми: озвучив понад 60 аудіокниг, здійснив дубляж та озвучку близько 470 фільмів.
У Львівському університеті: доцент кафедри телебачення та радіомовлення факультету журналістики («Основи дикторської майстерності»), доцент кафедри театрознавства та акторської майстерності (викладає сценічну мову).
З 2007 — Заслужений артист України.
З 2017 — Народний артист України.

## Ролі
- Блек, Кардинал («Чорна Пантера і Білий Ведмідь» В. Винниченка)
- Дядько Тарас («Мина Мазайло» М. Куліша)
- Карпо («Кайдашева сім'я» за І. Нечуєм-Левицьким)
- Кирило («Любов на замовлення» Т. Іващенко)
- Микола («Наталка Полтавка» І. Котляревського)
- Леонардо («Криваве весілля» Ф. Ґарсіа Лорки)
- Орас і Фредерік, близнята («Запрошення в замок» Ж. Ануя)
- Степан («Коханий нелюб» Я. Стельмаха)
- Опанас Маркович («Державна зрада» Р. Лапіки)
- Охрім, Борис («Доки сонце зійде, роса очі виїсть» М. Кропивницького)
- Офіцер Бобринський («Історія коня» Л. Толстого)
- Розенкранц, Тібальт («Гамлет», «Ромео і Джульєтта» В. Шекспіра)
- Черкес («Маруся Чурай» Л. Костенко)
- Ян Шиманський («Час збирати каміння», 1996, кіно)